# Chambre introuvable
Con l'espressione Chambre introuvable (Camera introvabile) Luigi XVIII definì la Camera dei deputati francese, eletta circa due mesi dopo la disfatta finale di Napoleone a Waterloo, del 18 giugno, nel pieno del cosiddetto Terrore bianco.

## Elezione
Eletta il 14 agosto 1815, in base alla Carta concessa da Luigi XVIII nel 1814, e a suffragio assai limitato, la camera venne inaugurata il successivo 7 ottobre. Era dominata da deputati di tendenza ultra-realiste (circa 375 su un totale di 402 eletti, che scesero a 390 per l'annullamento dei seggi corsi e per la perdita di alcuni dipartimenti ceduti alle potenze straniere). Un esito che, in realtà, nessuno si aspettava, a cominciare dal sovrano e dal suo primo ministro, Talleyrand.
Il primo disse, anzi, che essa era come uscita da chissà dove (sortie de nulle part).
(Luigi XVIII)
I deputati si distinsero per posizioni decisamente reazionarie (ultra-realiste nella terminologia dell'epoca), clericali, uno zelo giudicato eccessivo nei confronti della restaurazione dei diritti e delle proprietà dell'aristocrazia e del clero. Una politica volta, in definitiva, alla piena restaurazione dell'ancien régime. 
Ad esempio, l'Assemblea votò la creazione di corti di giustizia gestite dal clero (cours prévôtales) e la condanna perpetua per tutti quei membri dell'Assemblea Nazionale che avevano votato a favore del ghigliottinamento del predecessore del re, suo fratello Luigi XVI.

## Caduta del governo Talleyrand
La massa degli antichi rivoluzionari era, però, solo il primo degli obiettivi degli ultra-realisti. Assai maggior scandalo menavano coloro che, fra quelli che avevano servito l'Impero, ancora facevano parte del governo del Borbone restaurato. In particolare, il governo in carica, retto da Talleyrand, comprendeva alle finanze Joseph-Dominique Louis che aveva votato la legge per la vendita dei beni comunali (uno dei maggiori fattori di distruzione dell'antico regime) e, alla polizia, Joseph Fouché, già ministro degli interni, repressore dei tumulti di Lione e promotore, attorno al 1793, di movimenti antireligiosi.

## Governo Richelieu
Si trattava, in effetti, di una opinione largamente condivisa nella Francia reduce da quindici anni di sangue incessante. E Luigi XVIII pensò bene di accomodare l'opinione pubblica sostituendo, il 26 settembre, il governo Talleyrand con il primo governo Richelieu. Il nuovo Primo ministro, il duca di Richelieu, era un grande aristocratico di sicura lealtà, ma partigiano di una politica di conciliazione nazionale e assai legato allo zar di Russia. Una qualità non secondaria in un paese sconfitto e occupato.

## Una stagione di vendetta
Ma nel Paese erano già cominciate le vendette. I mesi successivi a Waterloo vengono, in effetti, ricordati in Francia come quelli del terrore bianco (la Terreur blanche, per opposizione al Regime del Terrore instaurato dal Robespierre nel 1793-94), ovvero la violenta esplosione di violenza seguita alla caduta di Napoleone, specie nel sud della Francia, condotta dai moltissimi realisti che colsero l'occasione di vendicarsi degli infiniti lutti e soprusi sofferti negli anni della rivoluzione e del Primo Impero.
Si ricorda, in particolare, il maresciallo Brune, linciato il 2 agosto ad Avignone. Egli, dopo aver accettato, nel 1814, una croce di San Luigi da Luigi XVIII, si era accodato a Napoleone rientrato dall'Elba e aveva difeso Tolone sino al luglio, circa un mese e mezzo dopo Waterloo. L'altra notissima vittima fu il maresciallo Ney: processato dalla camera dei pari (un'assemblea di nomina reale, su imitazione della Camera dei Lord) che lo giudicò, a grande maggioranza, colpevole e lo fece giustiziare il 7 dicembre.

## La moderazione di Luigi XVIII
Tale stato di cose era stato, inizialmente, condiviso dal sovrano e dal primo ministro Talleyrand. Essi, infatti, avevano stabilito di dichiarare traditori tutti coloro che si erano messi al servizio di Napoleone prima del 20 marzo 1815, data della fuga di Luigi XVIII da Parigi. La redazione di un'apposita lista venne affidata al Fouché, che si diede tanto da fare che Talleyrand poté commentare: occorre rendere giustizia al duca d'Otranto: non ha dimenticato di indicare su quella lista nessuno dei propri amici. La lista venne emessa con ordinanza reale del 24 luglio e conteneva il nome del maresciallo Ney.
Salvo che tali morti non giovavano alla riconciliazione nazionale e, negli anni seguenti, vennero accreditate la dissociazione di Luigi XVIII (L'arresto di Ney ci farà più male del suo tradimento di marzo), ovvero del Talleyrand (che, pur essendo membro della camera dei pari, non aveva, pilatescamente, partecipato al giudizio).

## Scioglimento della Camera e nuove elezioni
In effetti, una politica strettamente reazionaria e vendicativa rappresentava una seria minaccia alla stabilità del regno. Luigi XVIII ne prese atto e procedette allo scioglimento della Chambre introuvable, il 5 settembre 1816. Su saggio consiglio del proprio primo ministro duca di Richelieu, dell'ambasciatore russo Pozzo di Borgo e, perfino, del vendicativo duca di Wellington, allora tout-puissant (onnipotente) comandante delle truppe di occupazione inglesi in Francia.
Il successivo esito elettorale diede loro ragione, con la nuova maggioranza formata dai liberali cosiddetti Dottrinari (Doctrinaires), che sostennero una politica più moderata, congeniale al duca di Richelieu, primo ministro certamente non estremista.

## La Chambre retrouvée
Quando, nel dicembre 1823, sotto il governo del conte di Villèle, di nuovo la camera venne dominata da una maggioranza ultra-realista, essa venne soprannominata Chambre retrouvée (Parlamento ritrovato), in sarcastico ricordo della Chambre introuvable.